# Jorge Reyes
Jorge Reyes (Caracas, Venezuela, 1971. augusztus 28. –) venezuelai színész. Főként telenovellákban szerepel.

## Élete és pályafutása
Jorge Reyes Caracas-ban született 1971. augusztus 28-án. Testvére  Claudia Reyes színésznő.
2007-ben ismerte meg a venezuelai modellt, Carolina Delgadot. 2009. február 3-án született meg kislányuk Camila Elizabeth.
Első szerepét a Sirena-ban kapta. 2011-ben az El árbol de Gabriel című telenovellában játszott Daniela Bascopé mellett.

## Filmszerepei

### Telenovellák
| Év   | Eredeti Cím              | Cím               | Szerep                      |
| ---- | ------------------------ | ----------------- | --------------------------- |
| 1993 | Sirena                   |                   |                             |
| 1994 | La hija del Presidente   |                   |                             |
| 1995 | Ilusiones                |                   |                             |
| 1997 | Destino de mujer         |                   | Víctor Manuel Santana       |
| 1999 | Toda mujer               | Igazi nő          | Jorge Álvarez               |
| 1999 | Cuando hay pasión        | Végzetes szerelem | Luis Guillermo Nuñez Anzola |
| 2000 | La Revancha              | A bosszú          | Alejandro Arciniegas        |
| 2001 | Guerra de mujeres        | Nők háborúja      | Wilker                      |
| 2001 | Amantes de luna llena    | Csábítás          | Javier Arismendi            |
| 2002 | Las González             |                   | Robinson Gamboa             |
| 2006 | Los Querendones          | Veled álmodom     | Sergio Grimán               |
| 2008 | Valeria                  |                   | Leopoldo Riquelme           |
| 2008 | La vida entera           |                   | Salvador Duque              |
| 2010 | Entre el amor y el deseo |                   | Gonzalo                     |
| 2011 | El árbol de Gabriel      |                   | Gabriel León                |
| 2013 | Corazón Esmeralda        |                   | Marcelo Engaña              |

### Játékfilm
| Év   | Eredeti Cím     | Cím | Szerep |
| ---- | --------------- | --- | ------ |
| 2007 | Miranda regresa |     |        |

## Fordítás
- Ez a szócikk részben vagy egészben  a   Jorge Reyes (actor) című spanyol Wikipédia-szócikk fordításán alapul.  Az eredeti cikk szerkesztőit annak laptörténete sorolja fel. Ez a jelzés csupán a megfogalmazás eredetét és a szerzői jogokat jelzi, nem szolgál a cikkben szereplő információk forrásmegjelöléseként.